# Imed Mhadhbi
Imed Mhadhbi (arabe : عماد المهذبي), né le 22 mars 1976 à Ben Arous, est un footballeur international tunisien actif de 1994 à 2009.

## Clubs
- avant juillet 1994 : Sporting Club de Ben Arous (Tunisie)
- juillet 1994-janvier 2002 : Étoile sportive du Sahel (Tunisie)
- janvier 2002-juillet 2003 : Genoa CFC (Italie)
- juillet 2003-juillet 2004 : Club sportif sfaxien (Tunisie)
- juillet 2004-juillet 2005 : Étoile sportive du Sahel (Tunisie)
- juillet 2005-juillet 2007 : FC Nantes (France)
- janvier 2008-juillet 2009 : Stade tunisien (Tunisie)

Il évolue au poste de milieu gauche au sein du FC Nantes à partir de l'été 2005 et son arrivée en provenance de l'Étoile sportive du Sahel. Malgré des débuts prometteurs avec l'équipe nantaise, Mhadhbi est progressivement écarté de l'équipe. N'ayant pu bénéficier d'une bonne préparation physique pendant l'intersaison, en raison de sa participation à la coupe des confédérations 2005 avec la Tunisie, le milieu nantais a du mal à finir les matchs de Ligue 1 auxquels il participe. Il est donc invité par son entraîneur, Serge Le Dizet, à se refaire une santé avec l'équipe réserve. Vexé, Mhadhbi refuse catégoriquement, ce qui déçoit le technicien Breton et le décide à ne plus compter sur le joueur. Le Tunisien ne jouera plus de la saison puis quitte le club. En décembre 2007, il signe au Stade tunisien un contrat d'une durée de deux ans.

## Palmarès
- Vainqueur de la coupe d'Afrique des nations avec l'équipe de Tunisie (2004)
- Vainqueur de la coupe d'Afrique des vainqueurs de coupe avec l'Étoile sportive du Sahel (1997)
- Finaliste de la Ligue des champions de la CAF avec l'Étoile sportive du Sahel (2005)
- Vainqueur du championnat de Tunisie avec l'Étoile sportive du Sahel (1997)